# رابطه پاشش

پاشش نور به دلیل شکست در گذر از یک منشور

رابطه پاشش(به انگلیسی: dispersion relation)، بیانگر رابطه میان طول موج یا عدد موج با بسامد یا انرژی است. پاشش زمانی روی می‌دهد که سرعت فاز و سرعت گروهِ یک موج دگرسان باشد. پدیده پاشش تنها به فیزیک کلاسیک محدود نمی‌شود و در فیزیک کوانتومی نیز با این پدید روبه‌رو هستیم و می‌توان گفت که این پدیده در فیزیک کوانتومی بسیار پررنگ‌تر است از فیزیک کلاسیک زیرا در کوانتوم بیشتر وقت‌ها سرعت گروه و سرعت فاز برای ذره‌های کوانتومی یکسان نیست.

## پاشش
پاشش زمانی رخ می‌دهد که طول موج‌های یک بسته موج هرکدام دارای سرعت انتشار گوناگونی در فضا باشد:
{\displaystyle v=v(\lambda ).\,}